# Ansonia hanitschi
Ansonia hanitschi is een kleine kikker uit de familie padden of Bufonidae. De soort werd voor het eerst wetenschappelijk beschreven door Robert F. Inger in 1960. De soortaanduiding hanitschi is een eerbetoon aan Karl Richard Hanitsch (1860–1940).

## Verspreiding en habitat
Deze kikker leeft endemisch in het noorden van Maleisië op het eiland Borneo. De habitat bestaat uit grotten en beken met veel stenen op de oevers. De soort is aangetroffen op hoogtes van 750 tot 1600 meter boven zeeniveau. Deze soort komt nog algemeen voor ondanks het kleine verspreidingsgebied, maar is wel beschermd.

## Uiterlijke kenmerken
Ansonia hanitschi bereikt een lichaamslengte van maximaal 4 centimeter, de vrouwtjes worden groter dan de mannetjes. Het is een wat tengere kikker, met een sterk afgeplat lichaam, zeer dunne poten en een opvallend oranje iris met daarin een horizontale pupil. De huid is zeer wrattig en de kleur is meestal bruingrijs tot bruin, vaak hebben de dieren een onregelmatige vlektekening op de rug. De snuitpunt steekt enigszins uit.

## Levenswijze
Overdag kruipt de kikker weg onder een steen of rotsspleet, en tijdens de schemering wordt gejaagd op kleine ongewervelden, bij voorkeur wormen en insectenlarven maar ook wel bladluizen en kevers.
De larven hebben een soort zuignap aan hun buik waarmee ze zich vastzuigen aan stenen. Deze kikker kan geen echte sprongen maken en kruipt over de grond; bij gevaar vlucht hij in het water.